# Eduardo Vigil y Robles
Eduardo Vigil y Robles (* 10. Februar 1875 in Guadalajara; † 15. Dezember 1945) war ein mexikanischer Sänger, Dirigent, Arrangeur und Komponist.

## Leben
Vigil y Robles wurde als Komponist von Werken des Musiktheaters, von Liedern und Salonstücken bekannt. In der Zeit des Aufkommens der musikalischen Revuen und  Zarzuelas komponierte er für diese Genres. Berühmt wurde sein Lied La norteña de mis amores, das von Sängern wie Pilar Arcos y Ubeda (1922) und Juan Pulido y Moriche (1923) gesungen wurde. Bekannt war auch María Conesas Aufnahme seines Liedes Pompas ricas. Von 1924 bis 1929 hatte er die Leitung des Lateinamerika-Abteilung bei Victor Talking Machine Company in den USA inne. Dort realisierte er zwischen 1921 und 1938 – u. a. als Dirigent, Komponist, Arrangeur und Sänger – mehr als 1800 Aufnahmen.
Mit seinem Orchester begleitete er Sänger wie Pilar Arcos, Juan Arvizu, José Mojica, Juan Pulido und Luis Zamudio. Arrangements schrieb er u. a. für George Olsen, Leo Reisman, Ray Shields und Nathaniel Shilkret. 1929 spielte er die Erstaufnahme des Walzers Ann Harding von Carlos Espinoza de los Monteros ein. 1931 gehörte er zum Gründungspersonal des mexikanischen Radiosenders XEW.